# سلمي الدالي
سلمى الدالي (ولدت في 14 مارس 1980)، مذيعة مصرية قدمت برنامج «المستشارة» على قناة دريم.

## عنها
عملت في التليفزيون المصري ببرنامج اسمه «ميزان العدالة» على القناة الرابعة لعدة سنوات. سافرت «سلمى» إلى الولايات المتحدة للحصول على الماجستير في الإعلام، وهناك صورت لنفسها عدة مقاطع فيديو وعرضتها على اليوتيوب، تناولت خلالها الوضع السياسي في مصر، وكانت تلك بداياتها مع الكوميديا.
عادت سلمى إلى مصر في يونيو 2011، بعد الثورة بأشهر وعملت مستشارة إعلامية لفترة ثم سافرت إلى الأردن وعملت هناك وعادت إلى القاهرة وقدمت برنامج المستشارة.
كانت تعمل سلمي في قناة ام بى سى وتشارك الفنانة فيفي عبده و الفنان هشام عباس تقديم برنامج أحلى مسا، .
الحالة الاجتماعية :
سلمى متزوجه من مواطن انجليزى يدعى وليم لمبرات يعمل مدرب جولف للمبتدئين بمصر.

## المصدر
السيرة الذاتية للمذيعة سلمى الدالي